# کلسی
کلسی (به فرانسوی: Clécy) یک کمون (فرانسه) در فرانسه است که در کالوادوس واقع شده‌است. کلسی ۲۴٫۶۳ کیلومتر مربع مساحت دارد ۸۰ متر بالاتر از سطح دریا واقع شده‌است.